# Strategus adolescens
Strategus adolescens är en skalbaggsart som beskrevs av Hermann Julius Kolbe 1906. Strategus adolescens ingår i släktet Strategus och familjen Dynastidae. Inga underarter finns listade i Catalogue of Life.